# 22 octobre 1989
Le dimanche 22 octobre 1989 est le 295e jour de l'année 1989.

## Naissances
- Bastien Auzeil, athlète français
- Chantal van den Broek-Blaak, coureuse cycliste néerlandaise
- Diandra Forrest, mannequin américaine
- Ioseba Fernandez, patineur de vitesse espagnol
- JPEGMAFIA, Rappeur et producteur américain
- Jonathan Kodjia, joueur de football français
- Kathrin Stirnemann, vététiste suisse
- Katy Taylor, patineuse artistique américaine
- Muhammad Wilkerson, joueur américain de football américain
- Omar Visintin, snowboarder italien
- Piero Codia, nageur italien
- Willie Warren, joueur de basket-ball américain

## Décès
- Éveline Garnier (née le 6 mai 1904), résistante française
- Daniel Gloria (né le 22 février 1908), artiste français
- Ewan MacColl (né le 25 janvier 1915), acteur britannique
- Jacob Wetterling (né le 17 février 1978), jeune victime américaine
- Robert Pouille (né le 5 septembre 1900), personnalité politique française
- Roland Winters (né le 22 décembre 1904), acteur américain

## Événements
- Liban : les 62 députés libanais, réunis à Taef en (Arabie saoudite), pour des assises de « réconciliation nationale », signent un accord consacrant la présence syrienne et sa mainmise sur le pays. Cet accord est rejeté par le général Michel Aoun.
- Formule 1 : le duel au sommet entre les deux coéquipiers de McLaren-Honda Alain Prost et Ayrton Senna pour l'attribution du titre de champion du monde de Formule 1 tourne court, lors du GP du Japon, sur le circuit de Suzuka. Senna tente de passer en force, Prost refuse de céder : les deux monoplaces entrent en collision. Prost abandonne, Senna repart, mais est disqualifié pour avoir été poussé par les commissaires. Alain Prost remporte son troisième titre de champion du monde.
- Découverte des astéroïdes (12698) 1989 US4, (14379) 1989 UM4, (18345) 1989 UP4, (4801) Ohře
- Fin du tournoi de Bayonne 1989
- Fin de l'Open de Zurich 1989